# Fernando Abadie
Fernando Abadie (Asunción, Paraguay, 23 de enero de 1969) es un actor y director paraguayo-británico. Según IMDb, ha participado en producciones como Mission: Impossible – Rogue Nation (2015) y series de televisión británicas. En Paraguay, protagonizó la telenovela Papá del corazón (2008), mencionada por el diario Última Hora como una de las producciones líderes del año.

## Biografía

### Primeros años y formación
Fernando Abadie realizó sus estudios secundarios en el Colegio Goethe de Asunción. Durante su juventud formó parte de la escena musical paraguaya como baterista de la banda paraguaya de heavy metal Metal Urbano, considerada una de las bandas pionerasdel género en Paraguay, como así también miembro fundador de Kaos, la primera banda del género punk-rock en Paraguay.
Su formación actoral profesional comenzó en Paraguay bajo la tutela del director teatral Agustín Núñez, con quien estudió en El Estudio (CIDT).
Abadie inició su camino actoral en Paraguay, donde destacó en producciones televisivas como González vs. Bonetti (2005), serie que marcó un hito en la TV local. Su versatilidad lo llevó a protagonizar la telenovela Papá del corazón(2008), donde interpretó a un personaje carismático pero manipulador.

### Trayectoria internacional
Desde 2008 reside en Londres, donde ha participado en producciones internacionales como Mission: Impossible - Rogue Nation (2015) y series de la BBC. Según el periódico Hoy, su trabajo en el Reino Unido incluye tanto proyectos cinematográficos como televisivos.
A pesar de haber actuado en series o novelas que en Paraguay tuvieron mucho impacto y fueron muy exitosas en su momento, como "González vs Bonetti" o "Papá del Corazón", Fernando buscó nuevos horizontes. "Buscaba crecer", explicó en una entrevista con ABC Color. Sus primeros años incluyeron roles menores en producciones de la BBC e ITV, hasta llegar a participar en "Mission: Impossible – Rogue Nation" (2015), donde interpretó al piloto de un avión en escenas filmadas en la base RAF Wittering

## Carrera artística

### Teatro
Abadie considera el teatro su "primera pasión" y base fundamental de su formación. Debutó profesionalmente en 2004 con la obra El Jorobado de Notre Dame bajo dirección de Agustín Núñez. Como dramaturgo, en 2004 escribió La Permanencia, obra con la que ganó el Premio Nacional de Dramaturgia en el Concurso Nacional de Teatro Breve de Jóvenes Dramaturgos de Paraguay, organizada por el Centro Paraguayo de Teatro (CEPATE). Esta obra, que luego adaptaría al cine, explora temas de identidad, existencialismo y soledad.
En el Reino Unido entre 2010 y 2019 formó parte del directorio del ''CASA Latin American Theatre Festival'', el principal festival de teatro latinoamericano en el Reino Unido, promoviendo el teatro latinoamericano en Londres.

## Filmografía
| Año  | Título                                      | Rol                  | Director              | Tipo         | Notas                                                   |
| ---- | ------------------------------------------- | -------------------- | --------------------- | ------------ | ------------------------------------------------------- |
| 2003 | El Jorobado de Notre Dame                   | Varios               | Agustín Núñez         | Teatro       | Debut profesional                                       |
| 2005 | González vs. Bonetti                        | Gabriel Terra        | Maneglia-Schémbori    | Serie TV     | 13 episodios, producción de TV paraguaya                |
| 2007 | La Permanencia                              | Hombre               | Fernando Abadie       | Cortometraje | Adaptación de su obra teatral premiada                  |
| 2008 | Papá del Corazón                            | Juan                 | Rubén Gerbasi         | Telenovela   | Antagonista                                             |
| 2013 | Crimewatch UK (S30E04)                      | Atacante sexual      | Katie Bodinger        | Serie TV     | Participación en la BBC                                 |
| 2014 | White Collar Hooligan 3                     | Prisionero brasileño | Paul Tanter           | Película     | Película Británica Independiente en Netflix             |
| 2015 | Mission: Impossible – Rogue Nation          | Piloto de A400       | Christopher McQuarrie | Película     | Producción Hollywood, escenas filmadas en RAF Wittering |
| 2016 | 50 Ways to Kill Your Lover (S3E16)          | Felipe               | Nick Tebbet           | Serie TV     | Drama policial británico                                |
| 2018 | One Way                                     | Greg                 | Aaron Thomas          | Película     | Thriller Independiente Británico                        |
| 2019 | El Supremo Manuscrito                       | Anton Remianiuk      | Jorge Diaz de Bedoya  | Película     | Coproducción Paraguay-México-Argentina                  |
| 2019 | Donkey's Memory                             | Lucio                | Carolina Pribanic     | Cortometraje | Producción Independiente                                |
| 2020 | La Lista                                    | Juan Torres          | Michael Hardy         | Película     | Premio Festival de Marbella 2022                        |
| 2021 | El Regreso de las Sombras (Ep. Post Mortem) | Dr. Arturo Benítez   | Michael Kovich Jr.    | Serie TV     | Género de terror paranormal                             |
| 2023 | El Apartamento                              | Don Virgilio         | Michael Kovich Jr.    | Película     | Película Independiente Paraguaya de Terror              |
| 2024 | Out for Vengeance                           | Sonny Barnas         | Salar Zarza           | Película     | Filmada en Países Bajos                                 |

## Premios y reconocimientos
- 2004: Premio Nacional de Dramaturgia (Paraguay) por La Permanencia
- 2022: Mejor Actor - Festival Internacional de Cine de Marbella[14][9] por La Lista[9]
- 2022: Premio a Mejor Actor - Festival Iberoamericano de Cine de Caracas por La Lista